# Necromys benefactus
Necromys benefactus е вид бозайник от семейство Хомякови (Cricetidae).

## Разпространение
Видът е разпространен в Аржентина.